# 中条あやめ
もしかして
- 中条あやみ

ではありませんか？